# آرتور لوئیس دی
 آرتور لوئیس دی (انگلیسی: Arthur Louis Day؛ زادۀ ۳۰ اکتبر ۱۸۶۹ – درگذشتۀ ۲ مارس ۱۹۶۰) یک فیزیک‌دان اهل ایالات متحده آمریکا بود.